# Моттль, Вацлав
Вацлав Моттль (чеш. Václav Mottl; 19 мая 1914, Прага — 16 июня 1982, там же) — чехословацкий гребец-каноист, выступал за сборную Чехословакии во второй половине 1930-х годов. Чемпион летних Олимпийских игр в Берлине, бронзовый призёр чемпионата мира, многократный победитель регат национального значения.

## Биография
Вацлав Моттль родился 19 мая 1914 года в Праге. Впервые пробился в состав сборной Чехословакии по гребле в середине 1930-х годов, сместив с лидирующих позиций чемпионов Европы Яна Брзака-Феликса и Владимира Сыроватку, которые решили сконцентрироваться на километровых дистанциях, уступив десятикилометровые другим экипажам.
Наибольшего успеха на взрослом международном уровне добился в сезоне 1936 года, когда попал в основной состав чехословацкой национальной сборной и благодаря череде удачных выступлений удостоился права защищать честь страны на летних Олимпийских играх в Берлине. Вместе с напарником Зденеком Шкрландом, бронзовым медалистом последнего чемпионата Европы, стартовал здесь в зачёте двухместных каноэ на дистанции 10000 метров, при этом ему противостояли только четыре других экипажа: из Канады, Австрии, Германии и США. Гонка проходила под проливным дождём, поэтому спортсмены не показали выдающихся результатов. Чехословацкий дуэт со старта захватил лидерство и оставался на первой позиции вплоть до самого финиша, уйдя от ближайших преследователей канадцев Френка Сейкера и Харви Чартерса более чем на 18 секунд. Таким образом, Моттль и Шкрланд завоевали золотые олимпийские медали.
Став олимпийским чемпионом, Вацлав Моттль остался в основном составе гребной команды Чехословакии и продолжил принимать участие в крупнейших международных регатах. Так, в 1938 году он побывал на впервые проводившемся чемпионате мира по гребле на байдарках и каноэ в шведском городе Ваксхольме, откуда привёз награду бронзового достоинства, выигранную совместно с тем же Зденеком Шкрландом в программе каноэ-двоек на дистанции 1000 метров — на финише их опередили только соотечественники их Чехословакии и гребцы из Германии. Вскоре по окончании этих соревнований из-за начавшейся Второй мировой войны вынужден был завершить карьеру профессионального спортсмена.
Умер 16 июня 1982 года в Праге в возрасте 68 лет.